# Халите (Париж)
Халите е наименованието на квартал в Париж.
Намира се в сърцето на столицата и е кръстен на намиралите се тук Централни хали (Halles centrales) до 1970 година. През 1971 година те са съборени и на тяхно място е построен форум Халите (le Forum des Halles), който съдържа подземни етажи, мозайки, скулптури, фонтани и музеи.
Под комплекса се намира и една от най-големите подземни гари в света, наречена Châtelet – Les Halles.